# Montcornet (Aisne)
Montcornet è un comune francese di 1 595 abitanti situato nel dipartimento dell'Aisne della regione dell'Alta Francia.

## Società

### Evoluzione demografica
Abitanti censiti